# Matadeón de los Oteros (kommunhuvudort)
Matadeón de los Oteros är en kommunhuvudort i Spanien.   Den ligger i provinsen Provincia de León och regionen Kastilien och Leon, i den norra delen av landet, 250 km nordväst om huvudstaden Madrid. Matadeón de los Oteros ligger 859 meter över havet och antalet invånare är 277.
Terrängen runt Matadeón de los Oteros är huvudsakligen platt. Matadeón de los Oteros ligger uppe på en höjd. Runt Matadeón de los Oteros är det mycket glesbefolkat, med 7 invånare per kvadratkilometer. Närmaste större samhälle är Valencia de Don Juan, 13,1 km väster om Matadeón de los Oteros. Trakten runt Matadeón de los Oteros består till största delen av jordbruksmark.